# Joseph Erlanger

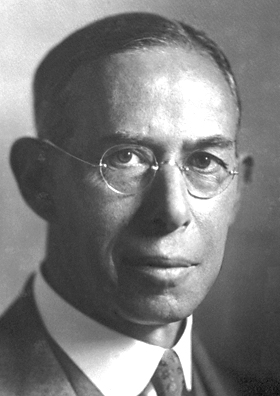
Joseph Erlanger

Joseph Erlanger (5.1.1874 – 5.12.1965) là một nhà sinh lý học người Mỹ, đã đoạt giải Nobel Sinh lý và Y khoa năm 1944 chung với Herbert Spencer Gasser.

## Cuộc đời & Sự nghiệp
Erlanger sinh ngày 5.1.1874 tại San Francisco, California. Ông tốt nghiệp bằng cử nhân hóa học ở Đại học California tại Berkeley và bằng tiến sĩ y khoa năm 1899 ở Đại học Johns Hopkins.
Ông làm bác sĩ nội trú ở bệnh viện Johns Hopkins 1 năm. Các năm 1900-1901 làm trợ lý khoa Sinh lý học, năm 1901-1903 làm trợ giáo, năm 1903-1904 làm phụ tá, năm 1904-1906 làm phó giáo sư ở Đại học Johns Hopkins tại Baltimore.
Sau đó ông được bổ nhiệm làm giáo sư sinh lý học đầu tiên ở trường Y khoa mới lập của đại học Wisconsin. Tại đây ông có học trò là Herbert Spencer Gasser, người sau này cộng tác với ông và cùng đoạt chung giải Nobel Sinh lý và Y khoa năm 1944.
Năm 1910 ông được bổ nhiệm làm giáo sư Sinh lý học và khoa trưởng ở trường Y khoa của Đại học Washington tại St. Louis mới được tổ chức lại.
Năm 1946, ông từ chức giáo sư và khoa trưởng trường này về nghỉ hưu, làm giáo sư danh dự (professor emeritus).
Ông đoạt giải Nobel Sinh lý và Y khoa năm 1944 chung với Herbert Spencer Gasser cho công trình phát hiện ra nhiều loại axon (sợi thần kinh) khác nhau.
Ông từ trần ngày 5.12.1965 tại St. Louis, Missouri.

## Các tác phẩm
- A study of the metabolism in dogs with shortened small intestines. Am J Physiol 6 (1902) 1
- A new instrument for determining systolic and diastolic blood-pressure in man. Am J Physiol (Proc.) 6 (1902) xxii
- A new instrument for determining the minimum and maximum blood-pressures in man. Johns Hopkins Hosp Rep 12 (1904) 53
- Studies in Blood Pressure Estimations by Indirect Methods. Am J Physiol 39 (1916) 401, 40 (1916) 82